# باستان‌سگ
باستان‌سگ (نام علمی: Archaeocyon) نام یک سرده از تیره سگ‌سانان است.